# Saint-Martin-de-Nigelles
Saint-Martin-de-Nigelles é uma comuna francesa na região administrativa do Centro, no departamento Eure-et-Loir. Estende-se por uma área de 12,25 km². Em 2010 a comuna tinha 1 609 habitantes (densidade: 131,3 hab./km²).